# Étourneau mandarin
Sturnia sinensis
Espèce
Statut de conservation UICN

 LC  : Préoccupation mineure
L'Étourneau mandarin (Sturnia sinensis) est une espèce d'oiseaux de la famille des Sturnidae.
Son aire de répartition s'étend à travers le sud de la Chine et le nord du Viêt Nam ; il hiverne à Hainan, Taïwan et en Indochine.